# The Beta Band (album)
Albums de The Beta Band
The Three EPs
(1998) Hot Shots II
(2001)
The Beta Band est le premier album du groupe The Beta Band, sorti en 1999,. Cet album suit l'album compilation The Three EPs  sorti en 1998, qui avait reçu un très bon accueil critique. 
Le titre The Hard One contient un sample du titre de Bonnie Tyler, Total Eclipse of the Heart. Jim Steinman, qui a écrit et produit la chanson de Tyler, n'était pas enthousiasmé et a insisté pour que le groupe ré-enregistre leur chanson sans le sample. Toutefois, il changea ensuite d'avis et donna finalement son accord.
Le disque est classé à la 18e place des meilleures ventes d'albums au Royaume-Uni lors de sa sortie.

## Liste des titres
1. The Beta Band Rap – 4:41
2. It's Not Too Beautiful – 8:29
3. Simple Boy – 2:18
4. Round the Bend – 4:56
5. Dance O'er the Border – 5:33
6. Brokenupadingdong – 4:46
7. Number 15 – 6:49
8. Smiling – 8:35
9. The Hard One – 10:06
10. The Cow's Wrong – 5:49

## Sources
1. ↑  Jean-Daniel Beauvallet, « The Beta Band - Generation », Les Inrockuptibles, 9 juin 1999.
2. ↑  (en) Jason Ankeny, «  The Beta Band - The Beta Band  », AllMusic.
3. ↑  Fad Hendrickson, « The Last Word ». CMJ New Music Monthly, 12 juillet 1999. Consulté le 9 février 2018
4. ↑  (en) « The Beta Band - The Beta Band », The Mojo Collection: 4th Edition.
5. ↑  (en) « The Beta Band », The Official Charts Company.